# Удаядитьяварман I
Удаядитьяварман I (кхмер. ឧទយាទិត្យវម៌្មទី១) — правитель Кхмерской Империи (1001—1002)

## Биография
Племянник Джаявармана V.
О нём нам практически ничего неизвестно. Его следы теряются, когда в 1002 году его власть захватывает Джаявираварман.
Датский учёный Ф. Д. К. Босх полагает, что Удаядитьяварман I и Джаявираварман были братьями, выросшими на Яве, куда обратилась в бегство их мать от кхмерского двора. Босх утверждает, что Удаядитьяварман I женился на местной принцессе и стал правителем Бали, приняв имя Удаяна, а позднее вернулся в Камбоджу и захватил престол. А уже заполучив власть, уступил её своему брату Нарапатививаварману, который принял имя Джаявиравармана.
Джаявираварман, потерпев поражение в бою от Сурьявармана I, вернулся на Яву и вернул себе прежние имя — Нарапатививаварман.